# Шебелинська сільська рада
Шебели́нська сільська́ ра́да — колишній орган місцевого самоврядування в Балаклійському районі Харківської області. Адміністративний центр — село Шебелинка.

## Загальні відомості
- Шебелинська сільська рада утворена в 1921 році.
- Територія ради: 63,441 км²
- Населення ради: 452 особи (станом на 2001 рік)
- Територією ради протікає річка Сіверський Донець.

## Населені пункти
Сільській раді підпорядковані населені пункти:
- с. Шебелинка
- с. Новотроїцьке

## Склад ради
Рада складається з 12 депутатів та голови.
- Голова ради: Мартинова Ніна Олександрівна
- Секретар ради: Черненко Наталія Вікторівна

### Керівний склад попередніх скликань
| Прізвище, ім'я, по батькові  | Основні відомості                                                         | Дата обрання | Дата звільнення |
| ---------------------------- | ------------------------------------------------------------------------- | ------------ | --------------- |
| Мартинова Ніна Олександрівна | Сільський голова, 1952 року народження, освіта вища, позапартійна         | 26.03.2006   | 31.10.2010      |
| Мартинова Ніна Олександрівна | Сільський голова, 1952 року народження, освіта вища, член Партії регіонів | 31.10.2010   |                 |

Примітка: таблиця складена за даними сайту Верховної Ради України

### Депутати
За результатами місцевих виборів 2010 року депутатами ради стали:

#### За суб'єктами висування
| Суб'єкт висування | Кількість обраних депутатів | %  |
| ----------------- | --------------------------- | -- |
| Партія регіонів   | 9                           | 75 |
| Самовисування     | 3                           | 25 |

#### За округами
| № округу        | Прізвище, ім'я, по батькові     | Дата визнання обраним | Освіта             | Партійна приналежність             | Відомості про обраного депутата                   |
| --------------- | ------------------------------- | --------------------- | ------------------ | ---------------------------------- | ------------------------------------------------- |
| Партія регіонів |                                 |                       |                    |                                    |                                                   |
| 1               | Єріна Тетяна Павлівна           | 01.11.2010            | середня спеціальна | позапартійна                       | Шебелинська загальноосвітня школа, сторож         |
| 2               | Васищева Наталя Олександрівна   | 01.11.2010            | середня            | член Партії регіонів               | пенсіонер                                         |
| 3               | Шелест Тетяна Василівна         | 01.11.2010            | вища               | член Партії регіонів               | Шебелинська загальноосвітня школа, директор       |
| 6               | Клімова Тамара Григоріївна      | 01.11.2010            | середня            | позапартійна                       | ТОВ «Агросет», інженер відділу кадрів             |
| 7               | Нечкалюк Марія Олександрівна    | 01.11.2010            | середня            | член Партії регіонів               | Шебелинський клуб, завідувач                      |
| 8               | Рудакова Ніна Дмитрівна         | 01.11.2010            | вища               | позапартійна                       | Шебелинська загальноосвітня школа, вчитель        |
| 9               | Черненко Наталія Вікторівна     | 01.11.2010            | вища               | позапартійна                       | Шебелинська сільська рада, секретар               |
| 10              | Єршов Олександр Васильович      | 01.11.2010            | середня            | позапартійний                      | тимчасово не працює                               |
| 12              | Клюс Анатолій Олександрович     | 01.11.2010            | середня            | позапартійний                      | ТОВ «Агросет», завідувач фермою ВРХ ТОВ «Агросет» |
| Самовисування   |                                 |                       |                    |                                    |                                                   |
| 4               | Петруня Алевтина Михайлівна     | 01.11.2010            | середня спеціальна | позапартійна                       | ТОВ «Агросет», заступник головного бухгалтера     |
| 5               | Петрухіна Тетяна Михайлівна     | 01.11.2010            | середня спеціальна | член Соціалістичної партії України | пенсіонер                                         |
| 11              | Ромашов Олександр Володимирович | 01.11.2010            | середня спеціальна | позапартійний                      | тимчасово не працює                               |